# Croce commemorativa del Corpo di spedizione dell'oriente balcanico
La croce commemorativa del Corpo di spedizione dell'Oriente balcanico fu una medaglia non ufficiale realizzata per iniziativa privata, rivolta a tutti coloro che avevano preso parte alle operazioni belliche in Albania e Macedonia tra il 1914 ed il 1919, durante la prima guerra mondiale.
Fu pubblicizzata sul nr. 8 della Domenica del Corriere del 23 marzo 1924, con un annuncio che precisava che l'autore era il pittore Adolfo Clay e che era stata coniata dalla ditta Fassino di Torino.
Inoltre si affermava che i primi esemplari sarebbero stati offerti in omaggio al re, ai generali Diaz e Cadorna ed a tutti gli ufficiali generali che avevano avuto un comando in Albania e Macedonia.
Infine si precisava che la croce veniva posta in vendita, munita di apposito nastro, a benefico della "Unione Nazionale Reduci Oriente Balcanico", Torino, via S. Tomaso, 6.
Insieme alla croce veniva consegnato un piccolo "brevetto" che recava il nome del recipiente ed un'immagine del dritto della stessa.
Esistono riproduzioni successive che hanno una varietà di smalti e sono prive della legenda sul retro.

## Insegne
La medaglia è costituita da una croce greca in bronzo dorato, con le estremità dei bracci "merlate" ed intersecate da un nastro che ne segue il profilo formando degli occhielli e degli angoli, al centro della croce si trova un medaglione circolare;
sul drittoi bracci della croce sono smaltati in grigio e bordati in metallo dorato, stesso bordo ha anche il nastro che è smaltato in bianco e nero, il medaglione centrale è contornato da una perlinatura dorata e reca la raffigurazione in rilievo di una moschea con minareto, dorata su fondo smaltato in arancione.
sul versola medaglia è dorata e priva di smalti, liscia tranne che per la scritta in rilievo "ORIENTE BALCANICO / 1914 = 1919 / ALBANIA = MACEDONIA". Su alcune versioni è presente il marchio di fabbrica sul braccio inferiore.
Il nastro è nero al centro con una fascia rossa-gialla-blu-gialla-rossa per lato.